# 豊の国千年ロマン観光圏
一般社団法人豊の国千年ロマン観光圏（とよのくにせんねんロマンかんこうけん ）は、観光圏の整備による観光旅客の来訪及び滞在の促進に関する法律（観光圏整備法）に基づいて認定された観光圏である。対象地域は大分県北部で、対象となる自治体は別府市、杵築市、国東市、豊後高田市、宇佐市、中津市、速見郡日出町、東国東郡姫島村の8市町村（6市1町1村）。

## 概要
観光圏整備法は、広域にわたる観光地が連携した「観光圏」を整備することにより、2泊3日以上の滞在型の観光地域を形成することを目的としている。豊の国千年ロマン観光圏は、その第3弾として2010年度（平成22年度）に認定された観光圏である。2017年11月28日観光庁より日本版DMO（地域連携DMO）として正式登録認可を受けた
本観光圏では、神代から近代までの千年以上わたる歴史的な地域資源に富んでおり、これを別府をはじめ各地に形成された温泉地と結びつけて、歴史、温泉、食が一体となった滞在型観光の推進を目指している。各時代の歴史的観光資源としては、以下のものがある。
- 神代 - 宇佐神宮、神の島・姫島
- 古代 - 六郷満山
- 中世 - 荘園の村
- 近世 - 中津城下の町、杵築城下の町、臼杵城下の町
- 近代 - 豊後高田"昭和の町"、別府温泉文化の町

本観光圏では、2008年度の圏内の宿泊客数は4,198千人、観光客入込数は22,191千人であったが、2014年度にそれぞれ4,408千人、23,301千人と、いずれも5%増加することを目標としている。計画期間は2014年3月31日までで、そのうち2010年4月1日から2012年3月31日までの2年間を第一期とする。

## 具体的事業の例
- 観光周遊バス「豊の国千年ロマン号」の運行[4][5]
- 「豊の国千年ロマンチスト検定」の実施[6]
- 「千年ロマン時空博」の開催[7]

## 滞在促進地区
- 別府地区（別府市・日出町）
- 国東地区（杵築市・国東市・姫島村）
- 中津地区（中津市・宇佐市・豊後高田市）
- 田染地区（豊後高田市）
- 山香地区（杵築市）
- 安心院地区（宇佐市）
- 国東地区（国東市）